# マッティ・フライアット
マッティ・フライアット（Matty Fryatt, 1986年3月5日 - ）は、イングランド・ヌニートン出身の元プロサッカー選手。現役時代のポジションはFW。

## 経歴

### クラブ
2014年6月、ノッティンガム・フォレストFCと3年契約を結んだ。8月の第3節・AFCボーンマス戦で加入後初ゴール。その後は度重なる負傷に苦しみ、2年以上プレーできない状態が続いた。そして2016-17シーズン終了後に契約満了で退団した。
2018年2月、現役引退を宣言。

### 代表
UEFA U-19欧州選手権2005ではセルビア・モンテネグロ戦でハットトリックを達成するなど4得点をマーク。イングランド代表の準優勝に貢献した。

## 代表歴
- イングランド U-19
  - UEFA U-19欧州選手権2005

## タイトル

### クラブ
レスター・シティ
- フットボールリーグ1: 2008–09

### 個人
- フットボールリーグ1年間ベストイレブン: 2008–09
- フットボールリーグ1年間MVP: 2008–09